# Charinus decu
Espèce
Synonymes
- Charinides decu Quintero, 1983

Charinus decu est une espèce d'amblypyges de la famille des Charinidae.

## Distribution
Cette espèce est endémique de l'île des Pins à Cuba,.

## Description
Le mâle holotype mesure 4,5 mm.
La carapace du mâle holotype décrit par Miranda, Giupponi, Prendini et Scharff en 2021 mesure 1,70 mm de long sur 2,30 mm.

## Systématique et taxinomie
Cette espèce a été décrite sous le protonyme Charinides decu par Quintero en 1983. Elle est placée dans le genre Charinus par Delle Cave en 1986.

## Étymologie
Cette espèce est nommée en l'honneur de Vasile Decu.

## Publication originale
- Quintero, 1983 : « Revision of the amblypygid spiders of Cuba and their relationships with the Caribbean and continental American amblypygid fauna. » Uitgaven Natuurwetenschappelijke Studiekring voor Suriname en de Nederlandse Antillen, no 111, p. 1-54 (texte intégral).